# 허울 좋은 여자
《허울 좋은 여자》(영어: Only When I Laugh)는 미국에서 제작된 글렌 조던 감독의 1981년 코미디 드라마 영화이다. 마샤 메이슨 등이 출연하였고, 로저 M. 로스틴 등이 제작에 참여하였다.
1982년 제54회 아카데미상 여우 주연상(마샤 메이슨), 남우 조연상(제임스 코코), 여우 조연상(조앤 해킷) 후보에 올랐다. 또한 제39회 골든 글로브상에서 영화 부문 남우 조연상(코코)과 영화 부문 여우 조연상 후보(해킷, 맥니콜)에 지명되어 그중 해킷이 수상에 성공하였다.

## 출연진
- 마샤 메이슨
- 크리스티 맥니콜
- 제임스 코코
- 조앤 해킷
- 존 베넷 페리
- 가이 보이드
- 에드 무어
- 베니다 에번스
- 존 바거스
- 댄 모너핸
- 케빈 베이컨

## 기타 제작진
- 미술: 앨버트 브레너
- 의상: 앤 로스